# Allanamiento de morada
El allanamiento de morada, violación de domicilio o invasión de casa, es un delito cuya comisión viene determinada por el hecho de entrar en el domicilio o local de una persona sin su consentimiento o permanecer en él contra su voluntad (okupación).
El caso más habitual es el del robo con allanamiento de morada. Este delito es habitual que se encuentre en concurso de delitos con otros.
Los requisitos necesarios para poder entrar en el domicilio de una persona sin su consentimiento dependerán de cada ordenamiento jurídico, si bien en los ordenamientos jurídicos democráticos suelen ser rigurosos, buscando con ello la protección del derecho a la intimidad.
El allanamiento, además de ser un delito, constituye también una diligencia lícita cuando es realizada por la justicia civil en el marco de un embargo o desalojo, o por la justicia penal en el marco de una investigación criminal llevada por el Ministerio Público.

## Regulación en España
En España el delito de allanamiento de morada de un particular se encuentra tipificado en el art. 202 CP, el cual contempla dos modalidades típicas de allanamiento de morada:
1. El tipo básico de entrada en morada ajena y de mantenimiento en la misma contra la voluntad del morador y castigado con pena de prisión de seis meses a dos años (art. 202.1 CP).
2. El tipo cualificado consistente en la perpetración del tipo básico con violencia o intimidación y castigado con pena de prisión de uno a cuatro años y multa de seis a doce meses (art. 202.2 CP).

En cuanto al tipo básico: El bien jurídico protegido en este delito es el derecho a la intimidad de la morada que encuentra su reconocimiento en el art. 18.1 CE. Sujeto activo es el particular. Si fuera autoridad o funcionario en el ejercicio de su cargo sería un delito del art. 534 CP.
Por concepto de morada ha de entenderse un espacio cerrado o en parte abierto, separado del mundo exterior, que muestra la voluntad del morador de excluir a terceras personas y que está destinado a actividades propias de la vida privada, propia o familiar. En caso de estar deshabitada la morada no hay allanamiento de morada con su ocupación aunque pueda castigarse como un delito de ocupación de inmuebles del art. 245,2 CP en el caso de que existiera una correspondiente petición por parte del propietario o los propietarios para el cese de dicha actividad. Sí cabe allanamiento de morada cuando accidentalmente se encuentren ausentes sus moradores. En el concepto de morada se incluyen las dependencias (garaje, jardín…) siempre que estén directamente conectadas con la morada.
La conducta típica consiste en "el particular que, sin habitar en ella, entrare en morada ajena o se mantuviere en la misma contra la voluntad de su morador".
- "Entrar" ha de ser entendido como pasar de fuera a dentro, es decir, introducirse en algún espacio integrante de la morada, independientemente del medio empleado.
- "Mantenerse en la morada sin habitar en ella" supone que el sujeto se encuentre ya dentro y que esa entrada fuera consentida.
- "Voluntad contraria de su morador", en la modalidad principal surge ab nitio, desde el momento en que es percibida la entrada inconsentida, o bien, en un momento posterior, después de que inicialmente el morador aceptase la presencia del tercero en su morada y, después, ordenase su salida con la consiguiente negativa de este. La oposición del morador ha de ser concluyente y deben admitirse modalidades tanto expresas como tácitas. Si el morador consiente no hay allanamiento de morada.

En caso de que pluralidad de moradores se plantea el problema de quién es el legitimado para dar el consentimiento cuando las voluntades fueran contrapuestas. En el contexto doméstico ha de prevalecer, en principio, la voluntad prohibitiva, es decir, del que niega la entrada (STS 29 de octubre de 1980) cuando esa entrada cuestionara gravemente el derecho a la intimidad del que prohíbe, aunque no es un derecho absoluto o ilimitado. Sólo prevalece mientras no se lesione o ponga en peligro la libertad doméstica de los demás miembros del grupo. En caso de conflicto entre propietario y poseedor, arrendador e inquilino, debe estarse a la voluntad del efectivo morador, a no ser que exista un derecho de un tercero para entrar en la morada.
La consumación del delito tiene lugar cuando el sujeto se ha introducido en la morada o deja transcurrir el tiempo suficiente para abandonarla, desobedeciendo la orden de salida.
Este delito puede entrar en concurso con otros delitos como el robo con fuerza en las cosas del art. 241.1 CP. También cabe concurso (real o medial) entre el allanamiento y otros delitos como lesiones, agresiones sexuales etc.
En cuanto al tipo subjetivo, existe siempre el dolo cuando la acción se realice con conocimiento de que se entra o permanece en morada ajena sin consentimiento del morador. La jurisprudencia entiende, a partir de la STS de 8 de mayo de 1973, también STS 1 de junio de 2000, que se habla de un dolo genérico de tener conocimiento y voluntad de realizar el hecho típico sin exigencia ulterior alguna.
El Tribunal Supremo tiene declarado que, a estos efectos, “el domicilio es el lugar cerrado, legítimamente ocupado, en el que transcurre la vida privada, individual o familiar, aunque la ocupación sea temporal o accidental o lo que es lo mismo, cualquier lugar, cualquiera que sea su condición y característica, donde vive esa persona o una familia, sea propiamente domicilio o simplemente residencia, estable o transitoria, incluidas las chabolas, tiendas de campaña, roulotes, etc..., comprendidas las habitaciones de un hotel en las que se viva”.
El Tribunal Supremo señala que el consentimiento para entrar en un domicilio puede ser revocado en cualquier momento y que el efecto de tal revocación no depende de la recuperación de la llave, ni es una condición típica de la comisión del delito que dicha llave haya sido obtenida (o retenida) delictivamente. El delito del Código Penal no es un delito contra la propiedad, sino contra la intimidad y es evidente que ese bien jurídico puede ser vulnerado sin necesidad de que el instrumento que permite la entrada en la morada haya sido obtenido en forma antijurídica.
Así mismo el Tribunal Supremo afirma que el automóvil no ha de considerarse domicilio a los efectos de la protección del art. 18.2 CE, pues es ajeno al derecho a la intimidad de la persona que constituye el fundamento de esa protección constitucional, salvo en los casos en que esa intimidad puede quedar afectada, como ocurre cuando el vehículo es utilizado como vivienda en las llamadas caravanas o cuando se halla en una de las dependencias del domicilio.

## A nivel mundial
Perú tiene la tasa de robos de viviendas más alta del mundo, con 2.086 robos por cada 100.000 personas cada año reportado en el 2017. Bangladés tiene la tasa de robos de viviendas más baja del mundo donde tuvo un número similar de robos en 2018 con 2.137; pero su población de 136 millones significa que solo hubo 1.3 robos por cada 100,000 personas.
| País                         | Robos por cada 100.000 habitantes |
| ---------------------------- | --------------------------------- |
| Perú                         | 2.086                             |
| Seychelles                   | 1.454                             |
| Australia                    | 911                               |
| San Vicente y las Granadinas | 765                               |
| Grecia                       | 762                               |
| Suecia                       | 736                               |
| Granada                      | 712                               |
| Dinamarca                    | 694                               |
| Bulgaria                     | 623                               |
| Cabo Verde                   | 605                               |
| San Cristóbal y Nieves       | 580                               |
| Luxemburgo                   | 575                               |
| Uruguay                      | 571                               |
| Estados Unidos               | 527                               |
| Santa Lucía                  | 503                               |
| Canadá                       | 429                               |
| Dominica                     | 427                               |
| Bélgica                      | 418                               |
| Suiza                        | 356                               |
| Costa Rica                   | 348                               |
| Francia                      | 346                               |
| Irlanda                      | 342                               |
| Barbados                     | 325                               |
| Islandia                     | 325                               |
| España                       | 304                               |
| Sudáfrica                    | 289                               |
| Armenia                      | 287                               |
| Liechenstein                 | 278                               |
| Italia                       | 274                               |
| Zimbabue                     | 249                               |
| Países Bajos                 | 249                               |
| Malta                        | 197                               |
| Polonia                      | 187                               |
| Chile                        | 180                               |
| Kirguistán                   | 179                               |
| Croacia                      | 166                               |
| Israel                       | 136                               |
| República Checa              | 135                               |
| Mauricio                     | 133                               |
| Chipre                       | 132                               |
| Nueva Zelanda                | 131                               |
| Eslovenia                    | 126                               |
| Belice                       | 125                               |
| Rumania                      | 115                               |
| Austria                      | 110                               |
| Portugal                     | 107                               |
| Bielorrusia                  | 106                               |
| Alemania                     | 105                               |